# Den koptiske ortodokse kirke
Den koptiske ortodokse kirke i Alexandria er en orientalsk ortodoks kristen kirke med base i Egypten, Afrika og Mellemøsten. Lederen af kirken er patriarken af Alexandria, der også bærer titlen koptiske pave.
| Religion | Spire Denne religionsartikel er en spire som bør udbygges. Du er velkommen til at hjælpe Wikipedia ved at udvide den. |